# Rally van Catalonië
De Rally van Catalonië, formeel bekend als Rally RACC Catalunya - Costa Daurada, is de Spaanse ronde van het wereldkampioenschap rally.

## Geschiedenis
De rally staat sinds het 1991 seizoen op de kalender van het WK. Voorheen was het een ronde van zowel het Spaans als Europees kampioenschap, en was toen nog bestaande uit twee aparte evenementen: De Rally Catalunya (asfalt) en Rally Costa Brava (onverhard). De laatste is uiteindelijk opgegaan in het eerste, waardoor het een rally werd op gemixte ondergrond. Sinds 1993 werd de rally echter volledig op asfalt verreden, daarin gekenmerkt door de snelle, vloeiende bochten. In 2005 verplaatste het evenement zich naar het Costa Dorada gebied, vandaar dat de titel werd omgedoopt in de huidige.
In de 2010 editie herintroduceerde de organisatie het principe van een gemixte ondergrond, waar er op de eerste dag van de rally voor het grootste deel werd gereden op onverhard, terwijl de rest van de proeven bestonden uit de al bekende asfaltroute. Deze vorm is sindsdien behouden met enkel wat afwisselingen in de indeling hiervan. Sébastien Loeb is recordhouder met negen overwinningen in het evenement in successie.
Tijdens het 2020 seizoen maakte de rally geen deel uit van de kalender van het Wereldkampioenschap rally naar aanleiding van het herinvoeren van het rotatiesysteem met onder andere de rally van Duitsland. Hierdoor zou de rally vanaf het 2021 seizoen wel terug zijn plaats innemen op de kalender. Echter heeft de Fédération Internationale de l'Automobile (FIA) vooropgesteld dat de rally slechts op 1 ondergrond mag doorgaan. Daarom werd beslist om sinds het 2021 seizoen de rally te verrijden op asfalt.

## Lijst van winnaars

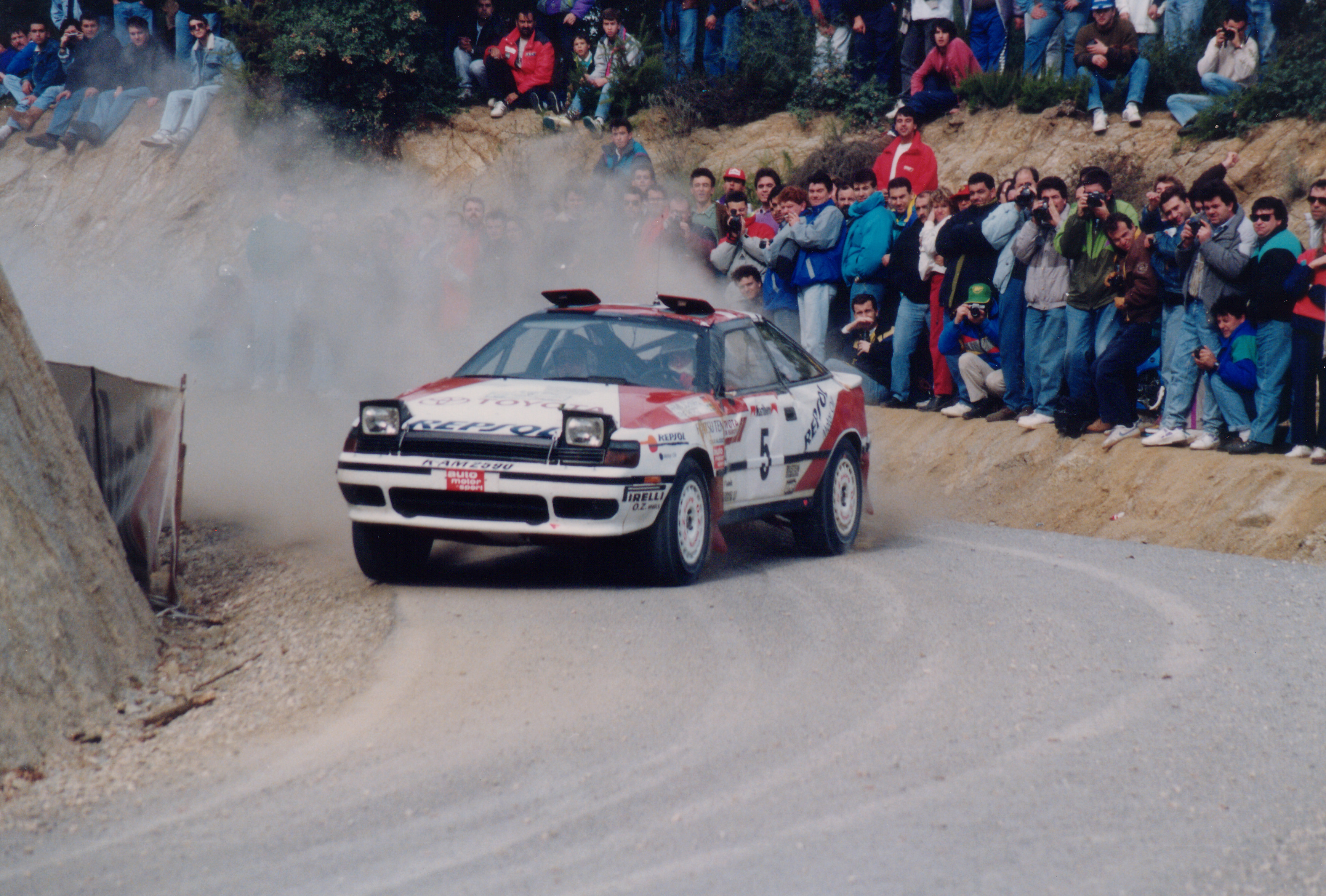
Armin Schwarz op weg naar de zege tijdens de eerste WK-variant van de rally in 1991

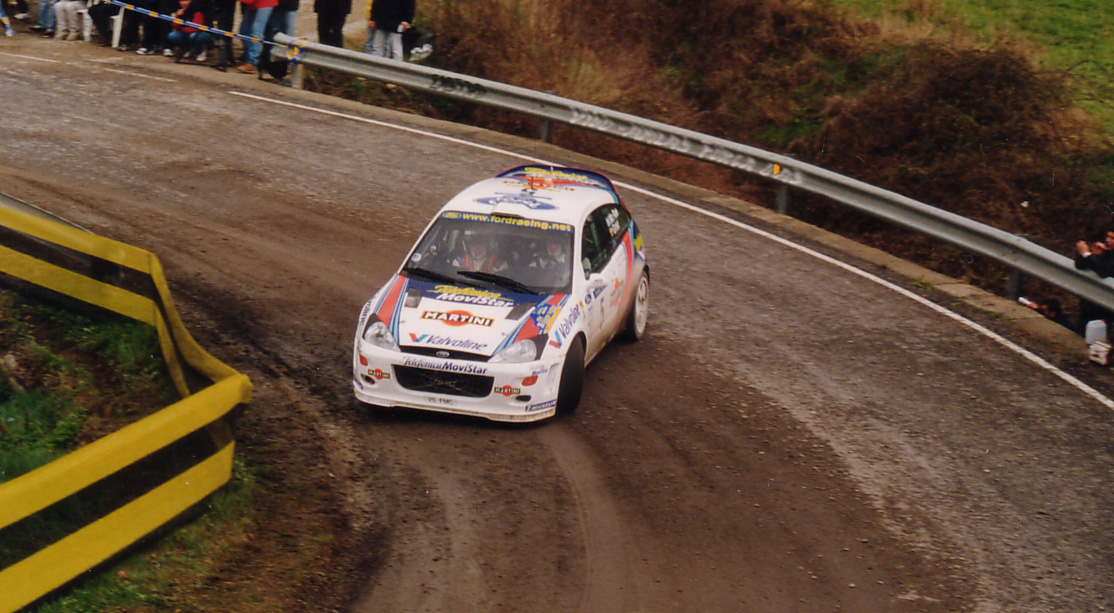
Colin McRae won de rally twee keer, voor het laatst hier afgebeeld in 2000

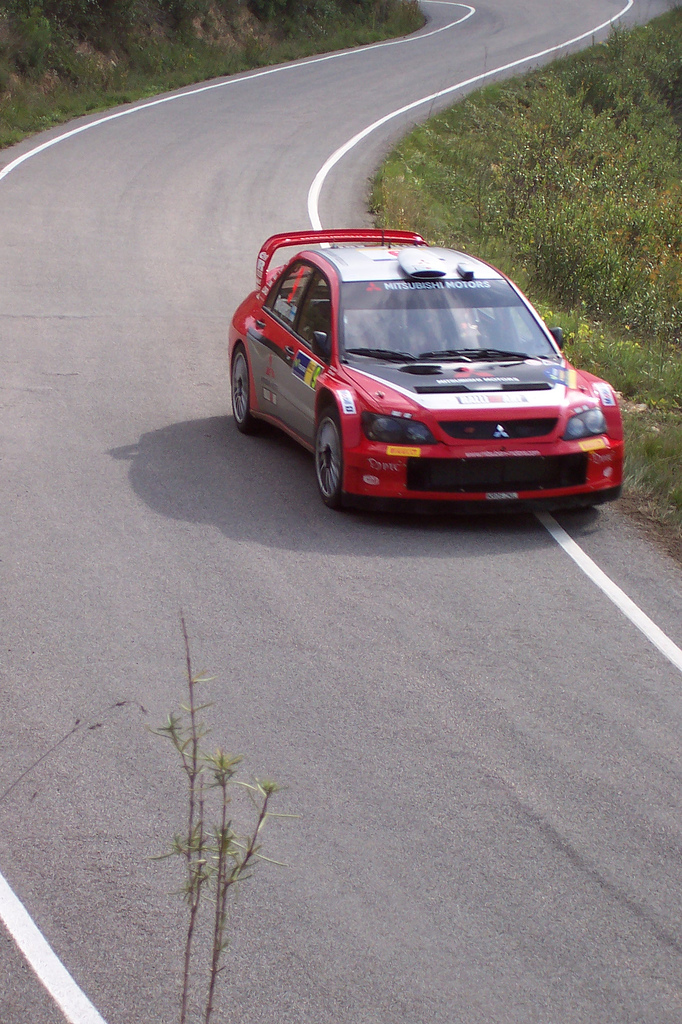
Harri Rovanperä door een van de vele karakteristieke bochten van Catalonië in 2005

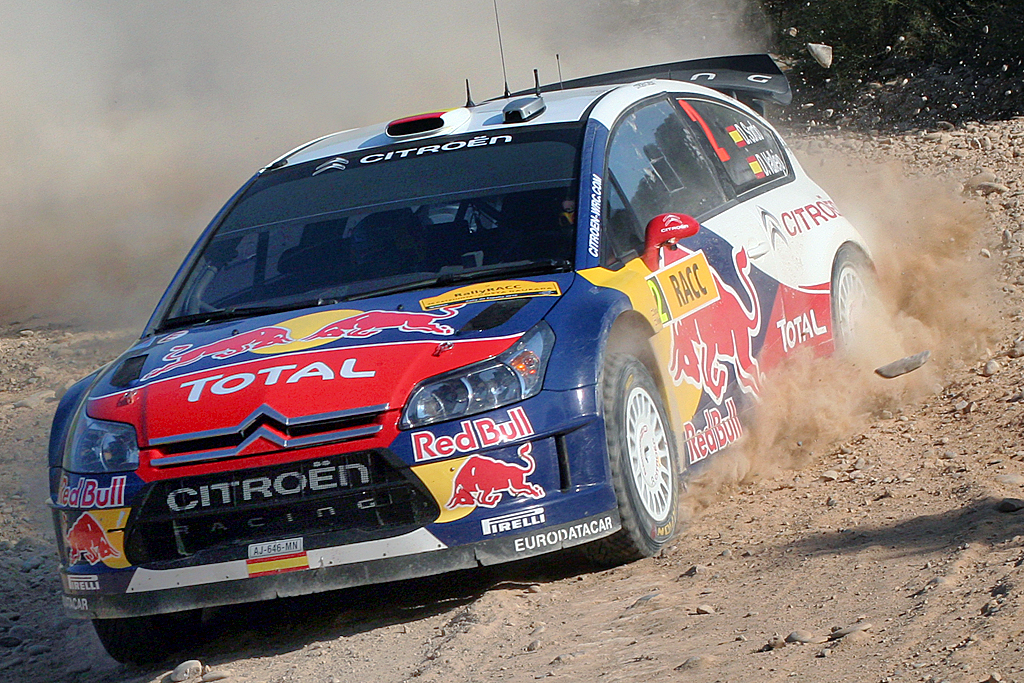
Tijdens de editie van 2010 werd het onverhard opnieuw in de wedstrijd geïntroduceerd

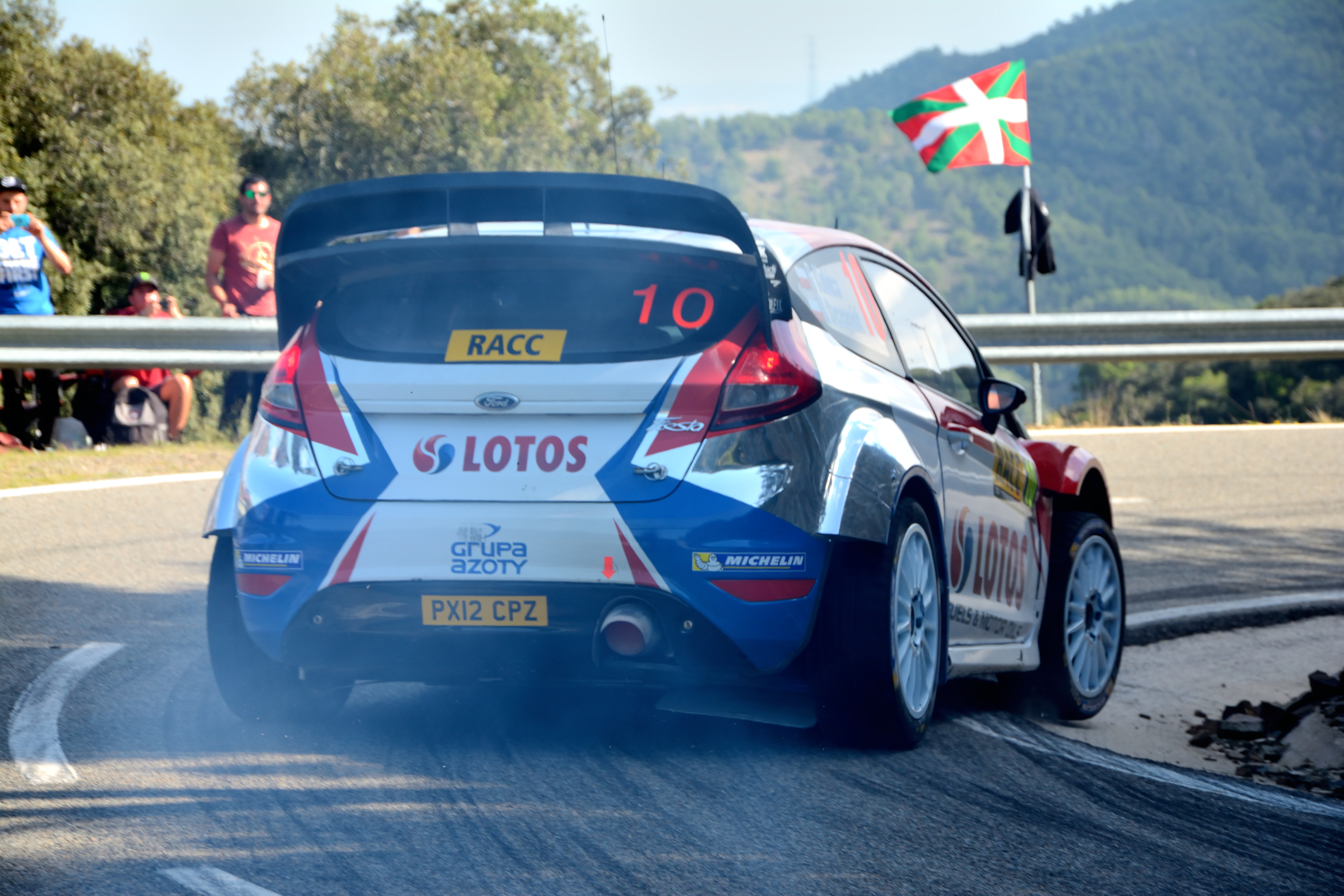
Robert Kubica actief in de rally in 2014

| Editie | Seizoen     | Rijder               | Navigator                 | Auto                       |                      |
| ------ | ----------- | -------------------- | ------------------------- | -------------------------- | -------------------- |
| 56     | 2021        | Thierry Neuville     | Martijn Wydaeghe          | Hyundai i20 Coupé WRC      |                      |
| -      | 2020        | Rally niet gehouden. | Rally niet gehouden.      | Rally niet gehouden.       |                      |
| 55     | 2019        | Thierry Neuville     | Nicolas Gilsoul           | Hyundai i20 Coupé WRC      |                      |
| 54     | 2018        | Sébastien Loeb       | Daniel Elena              | Citroën C3 WRC             |                      |
| 53     | 2017        | Kris Meeke           | Paul Nagle                | Citroën C3 WRC             |                      |
| 52     | 2016        | Sébastien Ogier      | Julien Ingrassia          | Volkswagen Polo R WRC      |                      |
| 51     | 2015        | Andreas Mikkelsen    | Ola Fløene                | Volkswagen Polo R WRC      |                      |
| 50     | 2014        | Sébastien Ogier      | Julien Ingrassia          | Volkswagen Polo R WRC      |                      |
| 49     | 2013        | Sébastien Ogier      | Julien Ingrassia          | Volkswagen Polo R WRC      |                      |
| 48     | 2012        | Sébastien Loeb       | Daniel Elena              | Citroën DS3 WRC            |                      |
| 47     | 2011        | Sébastien Loeb       | Daniel Elena              | Citroën DS3 WRC            |                      |
| 46     | 2010        | Sébastien Loeb       | Daniel Elena              | Citroën C4 WRC             |                      |
| 45     | 2009        | Sébastien Loeb       | Daniel Elena              | Citroën C4 WRC             |                      |
| 44     | 2008        | Sébastien Loeb       | Daniel Elena              | Citroën C4 WRC             |                      |
| 43     | 2007        | Sébastien Loeb       | Daniel Elena              | Citroën C4 WRC             |                      |
| 42     | 2006        | Sébastien Loeb       | Daniel Elena              | Citroën Xsara WRC          |                      |
| 41     | 2005        | Sébastien Loeb       | Daniel Elena              | Citroën Xsara WRC          |                      |
| 40     | 2004        | Markko Märtin        | Michael Park              | Ford Focus RS WRC 04       |                      |
| 39     | 2003        | Gilles Panizzi       | Hervé Panizzi             | Peugeot 206 WRC            |                      |
| 38     | 2002        | Gilles Panizzi       | Hervé Panizzi             | Peugeot 206 WRC            |                      |
| 37     | 2001        | Didier Auriol        | Denis Giraudet            | Peugeot 206 WRC            |                      |
| 36     | 2000        | Colin McRae          | Nicky Grist               | Ford Focus RS WRC 00       |                      |
| 35     | 1999        | Philippe Bugalski    | Jean-Paul Chiaroni        | Citroën Xsara Kit Car      |                      |
| 34     | 1998        | Didier Auriol        | Denis Giraudet            | Toyota Corolla WRC         |                      |
| 33     | 1997        | Tommi Mäkinen        | Seppo Harjanne            | Mitsubishi Lancer Evo IV   |                      |
| 32     | 1996        | Colin McRae          | Derek Ringer              | Subaru Impreza 555         |                      |
| 31     | 1995        | Carlos Sainz         | Luís Moya                 | Subaru Impreza 555         |                      |
| 30     | 1994        | Enrico Bertone       | Max Chiapponi             | Toyota Celica Turbo 4WD    |                      |
| 29     | 1993        | François Delecour    | Daniel Grataloup          | Ford Escort RS Cosworth    |                      |
| 28     | 1992        | Carlos Sainz         | Luís Moya                 | Toyota Celica Turbo 4WD    |                      |
| 27     | 1991        | Armin Schwarz        | Arne Hertz                | Toyota Celica GT-Four      |                      |
| 26     | 1990        | Dario Cerrato        | Giuseppe Cerri            | Lancia Delta Integrale 16V |                      |
| 25     | 1989        | Yves Loubet          | Jean-Marc Andrié          | Lancia Delta Integrale     |                      |
| 24     | 1988        | Bruno Saby           | Jean-François Fauchille   | Lancia Delta HF 4WD        |                      |
| 23     | 1987        | Dario Cerrato        | Giuseppe Cerri            | Lancia Delta HF 4WD        |                      |
| 22     | 1986        | Fabrizio Tabaton     | Luciano Tedeschini        | Lancia Delta S4            |                      |
| 21     | 1985        | Fabrizio Tabaton     | Luciano Tedeschini        | Lancia Rally 037           |                      |
| 20     | 1984        | Salvador Servià      | Jordi Sabater             | Lancia Rally 037           |                      |
| 19     | 1983        | Adartico Vudafieri   | Tiziano Siviero           | Lancia Rally 037           |                      |
| 18     | 1982        | Antonio Zanini       | Victor Sabater            | Talbot Sunbeam Lotus       |                      |
| 27     | 1981        | Eugenio Ortiz        | Guillermo Barreras        | Renault 5 Turbo            |                      |
| 26     | 1980        | Antonio Zanini       | Jordi Sabater             | Porsche 911 SC             |                      |
| 15     | 1979        | Beni Fernández       | José Luís Sala            | Fiat 131 Abarth            |                      |
| 14     | 1978        | Antonio Zanini       | Juan José Petisco         | Fiat 131 Abarth            |                      |
| 13     | 1977        | Antonio Zanini       | Juan José Petisco         | Seat 124 / 1800            |                      |
| 12     | 1976        | Jorge de Bagration   | Manuel Barbeito           | Lancia Stratos HF          |                      |
| 11     | 1975        | Antonio Zanini       | Eduardo Martínez          | Seat 1430 / 1800           |                      |
| 10     | 1974        | Marc Etchebers       | Marie Christine Etchebers | Porsche Carrera            |                      |
| 9      | 1973        | Salvador Cañellas    | Daniel Ferrater           | Seat 1430 / 1800           |                      |
|        | 1972 - 1965 | Rally niet gehouden. | Rally niet gehouden.      | Rally niet gehouden.       | Rally niet gehouden. |
| 8      | 1964        | Jaume Juncosa        | Salvador Cañellas         | Fiat Abarth 1000           |                      |
| 7      | 1963        | Jorge Palau-Ribes    | Jorge Palou               | Fiat Abarth 850            |                      |
| 6      | 1962        | 'Clery'              | 'Cala'                    | BMW 700                    |                      |
| 5      | 1961        | Joan Fernández       | Ramon Grifoll             | BMW 700                    |                      |
| 4      | 1960        | Max Hohenlohe        | Augusto Lluch             | BMW 700                    |                      |
| 3      | 1959        | Alex Soler-Roig      | Manuel Romagosa           | Porsche                    |                      |
| 2      | 1958        | Luciano Eliakin      | Augusto Lluch             | Saab 93                    |                      |
| 1      | 1957        | Sebastián Salvadó    | 'Milano'                  | Alfa Romeo 1900 S          |                      |